# Sveltia
Sveltia là một chi ốc biển, là động vật thân mềm chân bụng sống ở biển trong họ Cancellariidae.

## Các loài
Các loài trong chi Sveltia gồm có:
- Sveltia centrota (Dall, 1896)[2]
- Sveltia gladiator (Petit, 1976)[3]
- Sveltia lyrata (Brocchi, 1814)[4]
- Sveltia rocroii Bouchet & Petit, 2002[5]
- Sveltia splendidula Bouchet & Petit, 2002[6]